# Krylia Sovétov Moscú
El Krylia Sovétov (en ruso: «Крылья Советов») fue un equipo de fútbol de Moscú (Rusia) que jugó en la Primera División de la Unión Soviética, la primera categoría de fútbol en la Unión Soviética.

## Historia
Fue fundado en el año 1934 en la capital Moscú como parte de la Sociedad Krylia Sovétov CA y dos años después ya participaba en los torneos nacionales de la Unión Soviética. En 1938 participa por primera vez en la Primera División de la Unión Soviética donde terminó en el lugar 25 entre 26 participantes.
Un año después logra el título de la Primera Liga Soviética y regresa a la primera división nacional, y en su regreso termina en un honroso sexto lugar entre 14 equipos hasta que la liga fue interrumpida a causa de la Segunda Guerra Mundial.
Al finalizar la guerra el club permaneció en la Primera División de la Unión Soviética por los siguientes tres años hasta que desciende en 1948 al terminar en último lugar entre 14 equipos, desapareciendo al finalizar la temporada debido a que la Sociedad Krylia Sovétov CA contaba con otro equipo en la ciudad de Kúibyshev y prefirieron quedarse con ese equipo por abaratar costos.
El club fue refundado en 1967 en la Segunda Liga Soviética, la tercera división nacional hasta que descendió en 1969 a las divisiones regionales donde permaneció hasta la disolución de la Unión Soviética en 1991.
En el año 2000 el club volvió a ser fundado como parte de la liga aficionada hasta que desaparece oficialmente en el 2016. El club participó en seis temporadas en la Primera División de la Unión Soviética en donde jugó 143 partidos con 32 victorias, 39 empates y 72 derrotas, anotó 145 goles y recibió 259 con un rendimiento del 30%.

## Palmarés
- Primera Liga Soviética: 1

1939